# 윤주만
윤주만(1981년 1월 6일 ~ )은 대한민국의 배우이다.
살림하는 남자들(kbs 2 예능)출연.아내인 김예린은 모델 활동을 하고있다.

## 출연 작품

### 영화
- 《퀴즈왕》 (2010년) - 탈락자 4 역
- 《가비》 (2012년) - 일본군대장 역
- 《안녕하세요》 (2022년) - 정한윤 역

### 드라마
- 《사랑한 후에》 (CS TV, 2005년)
- 《그 여자가 무서워》 (SBS, 2007년)
- 《하얀 거짓말》 (MBC, 2008년)
- 《시크릿 가든》 (SBS, 2010년)[2]
- 《추노》 (KBS2, 2010년)
- 《시티헌터》 (SBS, 2011년) - 서용학의 비서 역
- 《일년에 열두남자》 (tvN, 2012년)
- 《오 마이 갓X2》 (SBS Plus, 2012년)
- 《신사의 품격》 (SBS, 2012년) - 최조장 역[3]
- 《구가의 서》 (MBC, 2013년) - 서부관 역
- 《환상거탑》 (tvN, 2013년) - 다른인격의 유미 역[4]
- 《쓸쓸하고 찬란하神 - 도깨비》 (tvN, 2016년) - 사채업자 역
- 《투깝스》 (MBC, 2017년)
- 《미스터 션샤인》 (tvN, 2018년) - 유조 역
- 《여우각시별》 (SBS, 2018년) - 조은호 역
- 《황후의 품격》 (SBS, 2018년-2019년) - 마필주 역
- 《동네변호사 조들호 2: 죄와 벌》 (KBS2, 2019년) - 최형탁 역
- 《검색어를 입력하세요 WWW》 (tvN, 2019년) - 이진호 역
- 《날 녹여주오》 (tvN, 2019년) - 테리 킴 역
- 《더 킹: 영원의 군주》 (SBS, 2020년) - 20대 유경무 역
- 《앨리스》 (SBS, 2020년) - 주해민 역
- 《스위트홈》 (Netflix, 2020년) - 김남일 역
- 《달이 뜨는 강》 (KBS2, 2021년) - 고상철 역
- 《보쌈 - 운명을 훔치다》 (MBN, 2021년) - 태출 역
- 《펜트하우스 3》 (SBS, 2021년) - 사채업자 역
- 《스물다섯 스물하나》 (tvN, 2022년) - 박 PD 역
- 《나의 해리에게》 (ENA, 2024년) - 전재용 역

## 방송
- 살림하는 남자들 (2020 ~ 2021년)

### 뮤지컬
- 《위대한 캣츠비》 (2010년)

## 수상 목록
- 2020년 KBS 연예대상 베스트 커플상 (with 김예린)